# Metalfest
Il Metalfest Open Air è un festival metal nato nel 2010 dall'unione di diversi festival e organizzatori centro-europei: il Summer Nights Open Air austriaco, il Legacyfest tedesco, il Metal Dayz svizzero, il Masters of Rock della Repubblica Ceca e gli organizzatori della Hammer Concerts ungherese.

## Edizione 2012
Germania Est – Flugplatz, Dessau
| Giovedì 31 maggio                                                                                       | Giovedì 31 maggio | Venerdì 1º giugno                                                                          | Venerdì 1º giugno |
| Main Stage                                                                                              | Second Stage | Main Stage                                                                                 | Second Stage |
| --- | --- | ------------------------------------------------------------------------------------------ | --- |
| Megadeth W.A.S.P. Hypocrisy Legion of the Damned Moonspell Saltatio Mortis Alestorm Graveyard Turbowolf | Skull Fist Triptykon Fleshgod Apocalypse Fueled By Fire Witchcraft Nachtblut Lonewolf Next Damage Skipdown Rising Storm Northern Eternity Infesting Swarm | Kreator Edguy Behemoth Eluveitie Powerwolf Grand Magus Vader Feuerschwanz Huntress Surface | Swallow the Sun Orange Goblin Septicflesh Omnium Gatherum My Sleeping Karma Nexus Inferis Leng Tche Emergency Gate The Atmosfear Abyzz Clitcomander Asenblut Prophets of the Rising Dead |

| Sabato 2 giugno                                                                                            | Sabato 2 giugno |
| Main Stage                                                                                                 | Second Stage |
| --- | --- |
| In Extremo Kyuss Lives! Fear Factory Ensiferum Dark Tranquillity Death Angel Steelwing Heidevolk Strydegor | Akrea Brainstorm Lake Of Tears Hate Mystic Prophecy Gurd Kain Obscura Religio Mindreaper The Outside Aletrun Slow Kill System Plenty Of Nails |

Austria – Mining Am Inn, Schloss Mamling
| Giovedì 31 maggio                                                                                         | Giovedì 31 maggio | Venerdì 1º giugno                                                                                                   | Venerdì 1º giugno |
| Main Stage                                                                                                | Second Stage | Main Stage | Second Stage |
| --- | --- | --- | --- |
| Kreator Behemoth Kyuss Lives! Eluveitie Powerwolf Grand Magus Vader Feuerschwanz Huntress Mortal Infinity | Swallow the Sun Septicflesh Graveworm My Sleeping Karma Nexus Inferis Leng Tche Emergency Gate Tough Motion Diabolos Dust Endiryah Counterweight Ecliptica Dragony Kill Robot Kill | In Extremo W.A.S.P. Fear Factory Ensiferum Dark Tranquillity Saltatio Mortis Death Angel Graveyard Heidevolk Tuxedo | Steelwing Brainstorm Lake of Tears Akrea Hate Mystic Prophecy Gurd Turbowolf Plenty of Nails Heaven Grey Waldwind Doublair Sensylis |

| Sabato 2 giugno | Sabato 2 giugno |
| Main Stage | Second Stage |
| --- | --- |
| Megadeth Blind Guardian Hypocrisy Legion of the Damned Moonspell Alestorm Kontrust Orange Goblin Tulsadoom Trachtenmusik | Skull Fist Triptykon Witchcraft Fleshgod Apocalypse Fueled By Fire Omnium Gatherum Nachtblut Lonewolf Five Minute Fall Dark Reflexions Underground Groove Front Scarecrow NWA Replica Against Our Burial |

Polonia – Sosina, Jaworzno
| Venerdì 1º giugno                                                                                               | Venerdì 1º giugno                                                                           | Sabato 2 giugno                                                                                        | Sabato 2 giugno                                                                         |
| Main Stage | Second Stage                                                                                | Main Stage                                                                                             | Second Stage                                                                            |
| --- | ------------------------------------------------------------------------------------------- | --- | --------------------------------------------------------------------------------------- |
| Megadeth Blind Guardian Hypocrisy Moonspell Legion of the Damned Alestorm Triptykon Stos Horrorscope Skull Fist | Fleshgod Apocalypse Fueled By Fire Hell:On Chainsaw Mentally Blind Impervious Rusted Brains | Kreator Soulfly Eluveitie Acid Drinkers Vader Powerwolf Septicflesh Grand Magus Nexus Inferis Huntress | Graveworm Emergency Gate Obscure Sphinx Heart Attack Calladorn Basement Post Profession |

| Domenica 3 giugno | Domenica 3 giugno                                               |
| Main Stage | Second Stage                                                    |
| --- | --------------------------------------------------------------- |
| W.A.S.P. Fear Factory Ensiferum Dark Tranquillity In Extremo Death Angel Brainstorm Virgin Snatch Steelwing Heidevolk | Hate Totem Animations Frostbite Hello Jackie Emigra ConsFEARacy |

Croazia – Puntamika, Zara
| Domenica 3 giugno | Domenica 3 giugno | Lunedì 4 giugno | Lunedì 4 giugno |
| Visigoth Stage | Liburnian Stage | Visigoth Stage | Liburnian Stage |
| --- | --- | --- | --- |
| Cold Snap Blind Guardian Hypocrisy Moonspell Legion of the Damned Alestorm Triptykon Lake of Tears Fueled By Fire Fleshgod Apocalypse E.N.D | Skull Fist Graveworm Evil Blood Emergency Gate Mephistophelian Flamethrower Bejelit Uninvited Agharti Embrio Decontrolled Insolitvs | Noctiferia Kreator Behemoth Symphony X Eluveitie Vader Grand Magus Powerwolf Septicflesh Nexus Inferis Huntress Infernal Tenebra | Inmate Sin Deadly Sin Re-armed Ashes Of Eternity Gorthaur's Wrath Father Monox Mortus Delict War-Head Ashes You Leave Chained In Agony Kryn Stimulans |

| Martedì 5 giugno | Martedì 5 giugno |
| Visigoth Stage | Liburnian Stage |
| --- | --- |
| Rising Dream Megadeth W.A.S.P. Fear Factory Ensiferum Dark Tranquillity Death Angel In Extremo Brainstorm Hate Steelwing | Brezno 6th Awakening The Equasion Beholder Insane Mindark Rapid Strike Doomed Sufosia Keller Prognan Moltencore Toxicdeath |

Italia – Alcatraz, Milano
| Martedì 5 giugno                                                                                   | Mercoledì 6 giugno                                                | Giovedì 7 giugno                                                                  |
| -------------------------------------------------------------------------------------------------- | ----------------------------------------------------------------- | --------------------------------------------------------------------------------- |
| Blind Guardian Anthrax Hypocrisy Legion of the Damned Alestorm Triptykon Fueled By Fire Skull Fist | Megadeth W.A.S.P. Behemoth Powerwolf Grand Magus In Extremo Vader | Kreator Kyuss Lives! Ensiferum Dark Tranquillity Death Angel Brainstorm Steelwing |

Germania Ovest – Loreley
| Giovedì 7 giugno                                                                                        | Giovedì 7 giugno | Venerdì 8 giugno                                                                      | Venerdì 8 giugno |
| Main Stage                                                                                              | Second Stage | Main Stage                                                                            | Second Stage |
| --- | --- | ------------------------------------------------------------------------------------- | --- |
| Megadeth Blind Guardian Hypocrisy Legion of the Damned Moonspell Alestorm Skull Fist Turbowolf Sapiency | Triptykon Omnium Gatherum Fueled By Fire Fleshgod Apocalypse Witchcraft Nachtblut Lonewolf Horrizon Rotovathor Crystallion Threnodia Darkest Horizon | Kreator Edguy Behemoth Eluveitie Powerwolf Saltatio Mortis Grand Magus Vader Huntress | Swallow The Sun Orange Goblin Septicflesh My Sleeping Karma Feuerschwanz Nexus Inferis Emergency Gate Purify Skelfir Frigoris Throbbing Pain Elderich |

| Sabato 9 giugno                                                                              | Sabato 9 giugno |
| Main Stage                                                                                   | Second Stage |
| -------------------------------------------------------------------------------------------- | --- |
| In Extremo Kyuss Lives! Fear Factory Ensiferum Dark Tranquillity Epica Death Angel Steelwing | Lake Of Tears Brainstorm Heidevolk Hate Mystic Prophecy Akrea Gurd Kain Asenblut State of the Art Dying Source Burial Vault |

Svizzera – Z7 Konzertfabrik, Pratteln
| Giovedì 7 giugno                            | Venerdì 8 giugno                                                               | Venerdì 8 giugno                                                 |
| Indoor Stage                                | Main Stage                                                                     | Indoor Stage                                                     |
| ------------------------------------------- | ------------------------------------------------------------------------------ | ---------------------------------------------------------------- |
| Behemoth W.A.S.P. Vader Gurd Emergency Gate | Kyuss Lives! Ensiferum Death Angel Heidevolk Curse Of Society Bang Bus Project | Dark Tranquillity Brainstorm Steelwing Hate Blus Arcturon Fearce |

| Sabato 9 maggio                                                                | Sabato 9 maggio                                                           | Domenica 10 giugno                                | Domenica 10 giugno                                          |
| Main Stage                                                                     | Indoor Stage                                                              | Main Stage                                        | Indoor Stage                                                |
| ------------------------------------------------------------------------------ | ------------------------------------------------------------------------- | ------------------------------------------------- | ----------------------------------------------------------- |
| Blind Guardian Hypocrisy Legion of the Damned Alestorm Fueled By Fire Gonoreas | Triptykon Moonspell Skull Fist Fleshgod Apocalypse Zatokrev A Dying Ember | Kreator Grand Magus Septicflesh Huntress Abichova | Powerwolf Swallow The Sun Nexus Inferis Disparaged For Dawn |

Repubblica Ceca – Lochotin Cirque, Plzeň
| Venerdì 8 giugno | Sabato 9 giugno                                                                                       | Domenica 10 giugno                                                                                                 |
| --- | --- | --- |
| Megadeth W.A.S.P. Uriah Heep Hypocrisy In Extremo Legion of The Damned Alestorm Triptykon Fueled By Fire Skull Fist | Kreator Behemoth Axxis Powerwolf Arakain Vader Septicflesh Grand Magus Dymytry Nexus Inferis Huntress | Blind Guardian Soulfly Ensiferum Brainstorm Death Angel Steelwing Heidevolk Hate Seven Fleshgod Apocalypse Warhawk |

## Edizione 2011
Svizzera – Z7 Konzertfabrik, Pratteln
| Giovedì 26 maggio                                              | Venerdì 27 maggio | Sabato 28 maggio | Domenica 29 maggio |
| -------------------------------------------------------------- | --- | --- | --- |
| Cradle of Filth Destruction Scar Symmetry V8 Wankers Divension | Eisregen Arch Enemy Belphegor Wintersun Misery Index Dreamshade Arafel Thaurorod Hell Trollfest Onslaught Dawn of Disease Mooncry | Amorphis Sabaton Watain Kataklysm Arkona Equilibrium Kalmah Suicidal Angels Cripper Krisiun Helrunar Shallow Bloodhood Excrementory Grindfuckers Painful | Amon Amarth Entombed Rage Primordial Mercenary Milking the Goatmachine While Heaven Wept Kivimetsän Druidi Evocation Alcest |

Germania – Flugplatz, Dessau
| Venerdì 27 maggio | Venerdì 27 maggio | Sabato 28 maggio | Sabato 28 maggio |
| Main Stage | Second Stage | Main Stage | Second Stage |
| --- | --- | --- | --- |
| Amon Amarth Cradle of Filth Rage Primordial Destruction Mercenary While Heaven Wept Milking The Goatmachine Kivimetsän Druidi Guns of Moropolis Purgatory Kultasiipi | Entombed Darkened Nocturn Slaughtercult Scar Symmetry Evocation Alcest Nachtblut Andras Infectious Passion Elderich Legio Mortis Vagabond Asenblut Memoriam Ancient Legacy Treeb Painful | Arch Enemy Saxon Wintersun Sodom Belphegor Misery Index Hell Tankard Trollfest Thaurorod Crimes of Passion Plenty Of Nails Final Depravity Path Of Destiny | Eisregen Secrets of the Moon Arafel Onslaught Dawn of Disease Todtgelichter Vanderbuyst Gore Infesting Swarm Deathtrip Nailed to Obscurity Northerion Tattered Soul Battue Sabiendas Akrasatrum |

| Domenica 29 maggio                                                                                               | Domenica 29 maggio |
| Main Stage | Second Stage |
| --- | --- |
| Sabaton Kataklysm Amorphis Equilibrium Suicidal Angels Arkona Kalmah V8 Wankers Excrementory Grindfuckers Purify | Watain Krisiun Helrunar Vicious Rumours Postmortem Raw Herosophy Burden of Grief Skadika Smokin Hell Bastards Eternal Sleep |

Austria – Mining Am Inn, Schloss Mamling
| Venerdì 27 maggio | Venerdì 27 maggio | Sabato 28 maggio | Sabato 28 maggio |
| Monster Energy Main Stage | Second Stage | Monster Energy Main Stage | Second Stage |
| --- | --- | --- | --- |
| Sabaton Kataklysm Amorphis Equilibrium Suicidal Angels Arkona Naera Tankard Excrementory Grindfuckers Born Of Osiris Rising Dream Flammensturm | Watain Secrets Of The Moon Kalmah Helrunar The Faceless V8 Wankers Vicious Rumors Krisiun Veil Of Maya Devastating Enemy Mortal Infinity Counterweight Darkfall Bleeding Red Cruzada Scavanger Gonoba | Amon Amarth Cradle Of Filth Rage The Sorrow The Black Dahlia Murder Primordial Destruction While Heaven Wept Milking The Goatmachine Kivimetsän Druidi Reanima Endlos | Entombed Mercenary Darkened Nocturn Slaughtercult Scar Symmetry Alcest Ultrawurscht Evocation Endiryah Postmortem Raw Diabolos Dust Distaste Hailstone Deathscent Dark Reflexions Epsilon Prehate |

| Domenica 29 maggio                                                                                              | Domenica 29 maggio |
| Monster Energy Main Stage                                                                                       | Second Stage |
| --- | --- |
| Arch Enemy Saxon Wintersun Sodom Belphegor Misery Index Thaurorod Arafel Trachtenmusikkapelle Mining Fadenkreuz | Eisregen Trollfest We Butter The Bread With Butter Onslaught Dawn Of Disease Crimes Of Passion Vanderbuyst Painful Perishing Mankind Dead Alone The Alchemist Heritage Rude Forefathers Edgedown Lights Under The Surface |

Ungheria – Csillebérci Szabadidő Központ, Budapest
| Venerdì 3 giugno                                                                                                | Venerdì 3 giugno | Sabato 4 giugno | Sabato 4 giugno |
| Monster Stage                                                                                                   | Second Stage | Monster Stage | Second Stage |
| --- | --- | --- | --- |
| Cradle of Filth Saxon Wintersun Misery Index Vicious Rumors Wisdom Graveworm Crimes of Passion Midnattsol Ideas | Kistvaen Vanderbuyst Demonlord Chronology Spiritual Ravishment Testimony Serenity Csejtey Kerecsensolyom Virrasztók Sicitur Adastra Thornwill | Sabaton Arch Enemy Stormwitch Primordial While Heaven Wept Stonehenge Visions Of Atlantis Skyforger Diabulus In Musica Casketgarden | Damned Spirits' Dance Alcest Thulcandra Abigail Williams Iskald Thunderbolt Magma Rise Sanatorium Lanfear Velvet Seal Rising Dream Twister |

| Domenica 5 giugno                                                                                             | Domenica 5 giugno |
| Monster Stage                                                                                                 | Second Stage |
| --- | --- |
| Kreator Rage Kataklysm Equilibrium Bloody Roots Suicidal Angels Astral Doors Milking The Goatmachine Tűzmadár | Bornholm Bloodbound Krisiun Christian Epidemic Superheroes és Hammer Gitárhős Eredményhirdetés Partyzan E-Force Devastating Enemy Ego Craniotomy Tirana Rockers Invader |

Repubblica Ceca – Lochotin Cirque, Plzeň
| Venerdì 3 giugno                                                                                         | Sabato 4 giugno | Domenica 5 giugno                                                                                           |
| --- | --- | --- |
| Accept Kataklysm Rage Suicidal Angels Krisiun Milking the Goatmachine Crimfall Sons of Seasons Maelström | Cradle of Filth Saxon Pretty Maids Bloodbound Equilibrium Vicious Rumors Arakain Crimes of Passion Salamandra Vanderbuyst Dymytry | Sabaton Arch Enemy Epica Primordial Misery Index While Heaven Wept Alcest Rising Dream Smashed Face Power 5 |

## Edizione 2010
Germania – Flugplatz, Dessau
| Mercoledì 12 giugno                                         | Giovedì 13 giugno | Giovedì 13 giugno |
| Hangar Stage                                                | Main Stage | Hangar Stage |
| ----------------------------------------------------------- | --- | --- |
| Milking The Goatmachine Grailknights Ultrawurscht Moshquito | Bolt Thrower Legion of the Damned Korpiklaani Nevermore Saltatio Mortis Leaves' Eyes Suicidal Angels Arkona Enforcer Negator Trauma Legio Mortis | Cauldron Steelwing Dornenreich Týr Rotting Christ Virrasztók Thulcandra 12 Years Of Silence Blackjack Burial Vault Nattaravnur Mania Silberschauer Slavery |

| Venerdì 14 maggio                                                                                        | Venerdì 14 maggio | Sabato 15 giugno | Sabato 15 giugno |
| Main Stage                                                                                               | Hangar Stage | Main Stage | Hangar Stage |
| --- | --- | --- | --- |
| Testament Eluveitie + Finntroll Deicide Epica Corvus Corax Vader Varg Urgehal Painful Saxorior Deathtrip | Heidevolk Marduk Van Canto Riger Mystic Prophecy Hellish Crossfire Autumn Sleeps Battue High Rise Fall Morphyn Sabiendas DeadSystem Hell's Law Vintera | Twilight of the Gods Behemoth Six Feet Under Sepultura Alestorm Death Angel Decapitated Schelmish Imperium Dekadenz Ritual Killing Victorius Mindreaper | Månegarm Shining Powerwolf Skyforger Akrea Dessicated Hero's Fate Pestilator Return To End Oculus Tempestatis Hyroptatyr Downfall Addiction Of A Murderer Creed Of Pain |

Austria – Mining Am Inn, Schloss Mamling
| Mercoledì 12 giugno                                   | Giovedì 13 giugno | Giovedì 13 giugno                                                                    |
| Second Stage                                          | Main Stage | Second Stage                                                                         |
| ----------------------------------------------------- | --- | ------------------------------------------------------------------------------------ |
| Saltatio Mortis Týr Van Canto Serenity Svartsot Artas | Twilight of the Gods Behemoth Six Feet Under Sepultura Death Angel Corvus Corax Trachtenmusikkapelle Mining Benighted | Alestorm Decapitated Urgehal Grailknights Shining Månegarm Powerwolf Scared To Death |

| Venerdì 14 maggio                                                                                            | Venerdì 14 maggio                                                                             | Sabato 15 giugno                                                    | Sabato 15 giugno                                                                           |
| Main Stage                                                                                                   | Second Stage                                                                                  | Main Stage                                                          | Second Stage                                                                               |
| --- | --------------------------------------------------------------------------------------------- | ------------------------------------------------------------------- | ------------------------------------------------------------------------------------------ |
| Bolt Thrower Legion of the Damned Korpiklaani Nevermore Parkway Drive Leaves' Eyes Suicidal Angels Schelmish | Dornenreich Despised Icon Rotting Christ Arkona Enforcer Steelwing Imperium Dekadenz Cauldron | Testament Eluveitie + Finntroll Caliban Deicide Epica Vader Negator | The Devil's Blood Marduk Varg Heidevolk Mystic Prophecy Sadist High Rise Fall Days Of Loss |

Svizzera – Z7 Konzertfabrik, Pratteln
| Giovedì 13 maggio                                                           | Giovedì 13 maggio                                                               | Venerdì 14 maggio                                                                 | Venerdì 14 maggio                                                |
| Indoor Stage                                                                | Open Air Stage                                                                  | Indoor Stage                                                                      | Open Air Stage                                                   |
| --------------------------------------------------------------------------- | ------------------------------------------------------------------------------- | --------------------------------------------------------------------------------- | ---------------------------------------------------------------- |
| Testament Marduk Vader Mystic Prophecy Heidevolk Imperium Dekadenz Demonium | Eluveitie + Finntroll Deicide Varg Van Canto Milking The Goatmachine Dreamshade | Twilight of the Gods Sepultura Death Angel Decapitated Månegarm Skyforger Pigskin | Behemoth Six Feet Under Alestorm Shining Powerwolf Leganda Aurea |

| Sabato 15 maggio                                                                                 | Sabato 15 maggio                                                     |
| Indoor Stage                                                                                     | Open Air Stage                                                       |
| ------------------------------------------------------------------------------------------------ | -------------------------------------------------------------------- |
| Bolt Thrower Legion of the Damned Rotting Christ Suicidal Angels Steelwing Disparaged Virrasztók | Korpiklaani Nevermore Dornenreich Arkona Enforcer Cauldron Truckhead |

Ungheria – Csillebérci Szabadidő Központ, Budapest
| Venerdì 21 maggio                                                                                  | Venerdì 21 maggio                                                                             | Sabato 22 maggio                                                                                          | Sabato 22 maggio                                                                                      |
| Hammerworld Open Air Stage                                                                         | Rock Hall                                                                                     | Hammerworld Open Air Stage                                                                                | Rock Hall                                                                                             |
| -------------------------------------------------------------------------------------------------- | --------------------------------------------------------------------------------------------- | --- | --- |
| Sonata Arctica Lamb of God Deathstars Nevermore Deicide Eluveitie Nevergreen Elvenking Crossholder | Dreyelands Wendigo Vader Marduk Sadist Nameless Crime Artas Agregator Winter of Life Ad Astra | Hammerfall Sabaton Finntroll Legion of the Damned Brainstorm Dalriada Decapitated Nightmare Vale of Tears | Stigma Dope Stars Inc. Emergency Gate Sylosis Rubicon Megazetor Hard Velvet Seal Kafebàr Empty Dreams |

| Domenica 23 maggio                                                                                            | Domenica 23 maggio                                                                                                   |
| Hammerworld Open Air Stage                                                                                    | Rock Hall |
| --- | --- |
| Twilight of the Gods Amon Amarth Korpiklaani Death Angel Arkona Kalapacs Varg Leaves' Eyes Powerwolf I Divine | Damned Spirits' Dance Stereochrist Cauldron Manticora Secret Sphere Chronology Magma Rise Virrasztók Ideas Persefone |

Repubblica Ceca – Lochotin Cirque, Plzeň
| Venerdì 21 maggio                                                                                       | Sabato 22 maggio                                                                                           | Domenica 23 maggio                                                                                           |
| --- | --- | --- |
| Twilight of the Gods Amon Amarth Korpiklaani Death Angel Decapitated Vitacit Arkona Cauldron Virrasztok | Sonata Arctica Deathstars Nevermore Eluveitie Freedom Call Citron Leave's Eyes Varg Powerwolf Fata Morgana | Hammerfall Finntroll Deicide Legion of the Damned Brainstorm Marduk Vader SSOGE Nightmare Steelwing Elveking |